# Филарет (Косинский)
Епископ Филарет (в миру Константин Дмитриевич Косинский; 1836, Одесса — 24 сентября 1880) — епископ Русской православной церкви, епископ Острогожский.

## Биография
Родился в 1836 году (по другим данным — в 1840 году). Происходил из молдавских дворян Косинских.
В раннем возрасте лишился отца и остался на попечении матери и дяди, которые дали отроку благочестивое домашнее воспитание.
В 1856 года окончил курс Одесского Ришельевского лицея и 2 августа того же года поступил послушником в Одесский Успенский монастырь.
В 1860 году перешёл в Киево-Михайловский монастырь, где 18 декабря пострижен в монашество.
29 января 1861 года рукоположён во иеродиакона, а 4 марта — во иеромонаха.
1 мая 1865 года перемещён в Воронежский Благовещенский монастырь и 7 августа того же года возведён в сан игумена.
31 марта 1874 года возведён в сан архимандрита.
В 1874—1877 годах жил в Санкт-Петербурге вместе с преосвященным Серафимом (Аретинским), присутствовавшим в Синоде.
15 июля 1879 года хиротонисан во епископа Острогожского, викария Воронежской епархии с пребыванием в Алексеево-Акатовом монастыре. 
Был деятельным помощником архиепископа Серафима (Аретинского) по управлению епархией. Отличался кротким характером и внимательностью ко всем, чем снискал общую любовь и уважение. За время краткого служения в епископском достоинстве снискал уважение и любовь паствы.
Скончался 24 сентября 1880 года. Отпевание совершил архиепископ Серафим (Аретинский) при участии 60 священнослужителей из белого и чёрного духовенства.